# Solemya
Solemya – rodzaj małży morskich z podgromady pierwoskrzelnych. Należą tutaj następujące gatunki:
- Solemya africana Martens, 1880
- Solemya atacama (Kuznetzov & Schileyko, 1984)
- Solemya australis Lamarck, 1818
- Solemya borealis Totten, 1834
- Solemya elarraichensis Oliver, Rodrigues & Cunha, 2011
- Solemya flava Sato, Sasaki & Watanabe, 2013
- Solemya moretonensis Taylor, Glover & Williams, 2008
- Solemya notialis Simone, 2009
- Solemya occidentalis Deshayes, 1857
- Solemya panamensis Dall, 1908
- Solemya parkinsonii E. A. Smith, 1874
- Solemya pervernicosa (Kuroda, 1948)
- Solemya pusilla Gould, 1861
- Solemya tagiri Okutani, Hashimoto & Miura, 2004
- Solemya terraereginae Iredale, 1929
- Solemya togata (Poli, 1791)
- Solemya valvulus Carpenter, 1864
- Solemya velesiana Iredale, 1931
- Solemya velum Say, 1822
- Solemya winckworthi Prashad, 1932